# Соловйова Лідія Валентинівна
Лідія Валентинівна Соловйова (нар. 21 січня 1978) — українська пауерліфтерка, Заслужений майстер спорту України. Паралімпійська чемпіонка 2004, 2008 та 2016 років, срібна призерка 2000 року, бронзова призерка Паралімпійських ігор 2012 року у Лондоні.

## Життєпис
У Лідії Соловойвої від народження уражений опорно-руховий апарат. Вона народилась хворою на нанізм, мати покинула доньку в пологовому будинку і дівчина виховувалась в інтернаті.
Талант Лідії Соловйової
помітив президент Паралімпійського комітету України Валерій Сушкевич. У 1990-х роках Будинок інвалідів у Дніпрі, де жила і навчалася Лідія Солоійова, відвідав Валерій Михайлович Сушкевич. Після розмови з ним дівчина вирішила зайнятися спортом. Вона поступила в Луганський технікум вчитися на швачку-мотористку, де тренер з важкої атлетики помітив і розвинув її потенціал.
Займається пауерліфтингом у Дніпропетровському обласному центрі «Інваспорт».
10 вересня 2016 року на Паралімпійських іграх в Ріо-де-Жанейро (Бразилія) Лідія Соловйова здобула свою третю золоту медаль Палалімпіад на змаганнях з пауерліфтингу, встановивши новий світовий рекорд — 107 кг.
Завдяки успішним виступам, Лідія Соловйова стала популярною у Дніпрі. Після новин про неї у пресі і на телебачені, свою покинуту колись дитину впізнала і знайшла її мати і тепер вони живуть разом.

## Спортивні досягнення
- Чемпіонка та рекордсменка Європи 1999 року (м. Будапешт, Угорщина);
- Срібна призерка XI літніх Паралімпійських ігор 2000 року (м. Сідней, Австралія);
- Чемпіонка та рекордсменка Європи 2001 року (м. Пештані, Словенія);
- Срібна призерка чемпіонату світу 2002 року (м. Куала Лумпур, Малайзія);
- Чемпіонка та рекордсменка Європи 2003 року (м. Будапешт, Угорщина);
- Чемпіонка XII літніх Паралімпійських ігор 2004 року (м. Афіни, Греція);
- Чемпіонка світу 2006 року (м. Пусан, Південна Корея);
- Чемпіонка та рекордсменка Європи 2007 року (м. Кавала, Греція);
- Чемпіонка та рекордсменка XIII літніх Паралімпійських ігор 2008 року (м. Пекін, Китай);
- Срібна призерка чемпіонату світу 2010 року (м. Куала Лумпур, Малайзія);
- Бронзова призерка XIV літніх Паралімпійських ігор 2012 року (м. Лондон, Велика Британія).
- Срібна призерка на Чемпіонаті світу 2014 року (м. Дубаї, ОАЕ);
- Чемпіонка Європи 2015 року (м. Егер, Угорщина)
- Чемпіонка та рекордсменка XV літніх Паралімпійських ігор 2016 року (м. Ріо-де-Жанейро).

## Державні нагороди
- Орден «За заслуги» II ст. (4 жовтня 2016) — За досягнення високих спортивних результатів на XV літніх Паралімпійських іграх 2016 року в місті Ріо-де-Жанейро (Федеративна Республіка Бразилія), виявлені мужність, самовідданість та волю до перемоги, утвердження міжнародного авторитету України[4]
- Орден «За заслуги» III ст. (7 жовтня 2008) — за досягнення високих спортивних результатів на XIII літніх Паралімпійських іграх в Пекіні (Китайська Народна Республіка), виявлені мужність, самовідданість та волю до перемоги, піднесення міжнародного авторитету України[5]
- Повний кавалер ордена княгині Ольги:
  - Орден княгині Ольги I ст. (17 вересня 2012) — за досягнення високих спортивних результатів на XIV літніх Паралімпійських іграх у Лондоні, виявлені мужність, самовідданість та волю до перемоги, піднесення міжнародного авторитету України[6]
  - Орден княгині Ольги II ст. (19 жовтня 2004) — за досягнення значних спортивних результатів, підготовку чемпіонів та призерів XII літніх Паралімпійських ігор у Афінах, піднесення міжнародного престижу України[7]
  - Орден княгині Ольги III ст. (2 листопада 2000) — за досягнення вагомих спортивних результатів на XI Параолімпійських іграх у Сіднеї[8]